# BBC Worldwide
BBC Worldwide est la filiale internationale de la British Broadcasting Corporation (BBC).